# Myrsine leuconeura
Myrsine leuconeura är en viveväxtart som beskrevs av Carl Friedrich Philipp von Martius. Myrsine leuconeura ingår i släktet Myrsine och familjen viveväxter. Inga underarter finns listade i Catalogue of Life.